# Les Entremondes
Les Entremondes est une série de bande dessinée de Manu Larcenet, avec Patrice Larcenet au scénario. Les albums sont édités chez Dargaud, dans la collection Poisson Pilote.
Les thèmes abordés sont adultes - violence, racisme, dangers du nucléaire, oppression - et traités ouvertement malgré l'humour à froid des personnages.

## Synopsis
Dans chaque album, des gens ordinaires du XXe siècle vivent, souvent sans trop en avoir conscience, une situation anormale : le racisme américain du Ku Klux Klan pour le premier album, l'incurie du complexe nucléaire russe pour le second. Un mystérieux vagabond aux yeux verts, agent du Destin, et son étrange "oiseau" vont leur montrer jusqu'où peut les mener cette folie...

## Albums
- Les Entremondes, Dargaud, coll. « Poisson Pilote » :

1. Lazarr, 2000[1].
2. Les Eaux lourdes, 2001[2]